# Schoenherria hastata
Schoenherria hastata är en skalbaggsart som beskrevs av Gilbert John Arrow 1938. Schoenherria hastata ingår i släktet Schoenherria och familjen Melolonthidae. Inga underarter finns listade i Catalogue of Life.